# Gudovac
Gudovac är en ort i Kroatien.   Den ligger i länet Bjelovar-Bilogoras län, i den nordöstra delen av landet, 60 km öster om huvudstaden Zagreb. Gudovac ligger 115 meter över havet och antalet invånare är 1 112.
Terrängen runt Gudovac är platt. Runt Gudovac är det glesbefolkat, med 20 invånare per kvadratkilometer. Närmaste större samhälle är Bjelovar, 5,6 km öster om Gudovac. Trakten runt Gudovac består till största delen av jordbruksmark.